# گمینا کژشوو
گمینا کژشوو (به لهستانی:  Gmina Krzeszów) یک گمینا در لهستان است که در شهرستان نگسکو واقع شده‌است. گمینا کژشوو ۶۲٫۳۸ کیلومتر مربع مساحت و ۴٬۲۸۹ نفر جمعیت دارد.